# 航空師団
航空師団（こうくうしだん）ないし飛行師団（ひこうしだん、英語: Air Division, ドイツ語: Fliegerdivision）は、軍隊における部隊編制単位のひとつ。陸軍（地上部隊）における師団に相当する。主に空軍飛行部隊の編制として用いられるが、古くは陸軍航空部隊・海軍航空部隊でも使用された。複数の航空団ないし飛行団などで編成される。

## アメリカ空軍
アメリカ空軍では1948年より1992年まで航空師団 (Air Division) が使用されていた。序数航空軍 (NAF) の下の編制であり、大佐を司令とする複数の航空団 (Wing) により構成されていた。
アメリカ海軍における分戦隊 (Division) 或いは隊群 (Flotilla)に近い単位として扱われていたせいか、 師団長には准将が充てられる事が多かったが、少将や大佐も充てられた。

## 大日本帝国陸軍
大日本帝国陸軍の航空部隊では師団相当の編制として飛行師団（軍隊符号：FD）が使用されていた。なお同時期には航空師団(KD)も存在しているが、日本陸軍においては第一線級の実戦飛行部隊を隷下に有する主力が飛行師団で、航空師団は教育飛行部隊を隷下とするものと住み分けがなされていた。飛行師団の前身は師団に準ずる集団である飛行集団(FC)で、第二次世界大戦中に（飛行師団へと）改編・昇格されたものであった。飛行師団・航空師団の長は師団長（飛行師団長・航空師団長）、飛行集団の長は集団長（飛行集団長）となる。
このほか日本陸軍においては第二次大戦終戦に至るまで、師団相当の部隊として戦闘飛行集団（戦闘機部隊を主力に編成させたもの）、教育飛行師団（航空師団と同じく教育飛行部隊を隷属）、教導飛行師団（実施学校たる各陸軍飛行学校を軍隊に改編したもの）、教導航空整備師団、教導航空通信師団、挺進集団（挺進団など空挺部隊を隷属する日本軍唯一の空挺師団）などが編成されている。
日本陸軍航空部隊における基本実戦部隊編制単位は飛行戦隊(FR/F)であり、上級部隊が旅団相当の飛行団(FB)、更にこの飛行団の上級部隊が飛行師団であった。飛行師団は複数個飛行団もしくは飛行戦隊・独立飛行中隊(Fcs)と、それら飛行部隊の支援部隊である航空地区司令部（隷下に飛行場大隊）や航空通信団司令部（隷下に航空通信連隊など）などを有する。ただし、同じ「飛行師団」であってもそれぞれ編制は大きく異なり、第4飛行師団 (日本軍)(4FD)のような支援任務の地上部隊のみの飛行師団もある。終戦までに13個師団が編成された。
飛行師団の上級部隊としては軍に相当する航空軍(FA)が編成されている。

## ドイツ空軍
ナチス・ドイツ時代のドイツ空軍では航空軍団隷下の航空師団 (Fliegerdivision) として運用された。第7航空師団 (7. Fliegerdivision)は後に第1降下猟兵師団に名称変更された。